# Провулок Крейсера «Аврора» (Київ, Дніпровський район)
Прову́лок Кре́йсера «Авро́ра» — зниклий провулок, що існував у Дніпровському районі міста Києва, місцевість Микільська слобідка. Пролягав від вулиці Митрополита Андрея Шептицького до вулиці Євгена Маланюка.

## Історія
Виник у 1-й половині XX століття під назвою Новокладовищенська вулиця. Назву провулок Аврори набув 1955 року, на честь крейсера «Аврора», 1958 року назва була уточнена на провулок Крейсера «Аврора». 
Ліквідований 1977 року в зв'язку зі знесенням старої забудови Микільської слобідки.